# Tara O’Hanlon
Tara O’Hanlon (* 14. März 2005) ist eine irische Fußballspielerin.

## Karriere

### Vereine
Von der Bohemians Academy ging sie am Jahresbeginn 2021 zur Peaumount Academy, in dessen  erste Mannschaft sie im März 2022 aufstieg. Bereits seit dem Start der Saison 2022 hatte sie hier schon gespielt und steht in der Saison 2023 des Öfteren in der Startelf.

### Nationalmannschaft
Nach der U17 und der U19 kam sie am 8. April 2023 zu ihrem Länderspieldebüt für die A-Nationalmannschaft bei einer 0:2-Freundschaftsspielniederlage gegen die USA. Hier wurde sie zur 86. Minute für Marissa Sheva eingewechselt.
Im Juni 2023 wurde sie in den vorläufigen Kader für die Endrunde der Weltmeisterschaft 2023 nominiert.